# Tamás Buday (Kanute, 1952)
Tamás Buday (* 5. Juli 1952 in Budapest) ist ein ehemaliger ungarischer Kanute.

## Erfolge
Tamás Buday gab sein Olympiadebüt 1976 in Montreal,  als er im Zweier-Canadier mit Oszkár Frey an zwei Wettbewerben teilnahm. Auf der 500-Meter-Strecke erreichten sie dank eines Sieges im Vorlauf und eines zweiten Platzes im Halbfinale den Endlauf. In 1:48,35 Minuten überquerten sie hinter den siegreichen Serhij Petrenko und Alexander Winogradow aus der Sowjetunion sowie den Polen Andrzej Gronowicz und Jerzy Opara als Dritte die Ziellinie und gewannen damit die Silbermedaille. Über den Hoffnungslauf und einen zweiten Platz im Halbfinale qualifizierten sie sich über 1000 Meter ebenfalls für das Finale, in dem ihnen als Dritte erneut ein Medaillengewinn gelang. Sie erreichten knapp drei Sekunden nach Petrenko und Winogradow sowie 1,4 Sekunden nach den Rumänen Gheorghe Danielov und Gheorghe Simionov das Ziel. Bei den Olympischen Spielen 1980 gingen Buday und Frey nur noch über 1000 Meter an den Start. Als Dritte ihres Vorlaufs qualifizierten sie sich direkt für das Finale, in dem sie jedoch nicht über den achten Platz hinauskamen.
Seine erste internationale Medaille gewann Buday bei den Weltmeisterschaften 1973 in Tampere, als er mit Gábor Haraszti Dritter über 10.000 Meter wurde. Ein Jahr darauf wurden sie auf dieser Strecke in Mexiko-Stadt Zweite. Mit Oszkár Frey belegte Buday zunächst bei den Weltmeisterschaften 1975 in Belgrad über 10.000 Meter den zweiten Platz und wiederholte mit ihm diese Platzierung auch 1977 in Sofia auf der 1000-Meter-Strecke. Darüber hinaus gewann Buday im Einer-Canadier über 1000 Meter die Bronzemedaille. Ein Jahr später wurden Buday und Frey auf dieser Strecke in Belgrad Weltmeister, über 10.000 Meter gelang ihm mit István Vaskuti ebenfalls der Titelgewinn. Eine weitere Silbermedaille gewannen sie 1979 in Duisburg, erneut über 1000 Meter, während Buday mit István Vaskuti über 10.000 Meter diesmal den dritten Platz belegte. Bei den Weltmeisterschaften 1981 in Nottingham schloss er den Wettkampf im Einer-Canadier über 1000 Meter auf dem zweiten Platz ab und wurde mit István Vaskuti über 10.000 Meter erneut Weltmeister. 1982 belegten sie in Belgrad auf dieser Distanz den dritten Platz, ehe ihnen 1983 in Tampere der dritte gemeinsame Titelgewinn gelang.
Sein Bruder Ferenc Buday nahm 1976 am Olympischen Handballwettbewerb teil. Seine Söhne Attila und Tamas Buday waren wie ihr Vater Kanuten und gingen zwischen 1996 und 2004 dreimal bei Olympischen Spielen an den Start. Attilas Ehefrau Carrie Lightbound nahm 2000 und 2004 ebenfalls an den Olympischen Kanuwettbewerben teil.